# Passos Maia
Passos Maia é um município brasileiro no oeste do estado de Santa Catarina. Localiza-se na Região Geográfica Imediata de Xanxerê e na Região Geográfica Intermediária de Chapecó, estando a uma altitude de 800 metros. Sua população, conforme a contagem do Censo 2022, é de 4.034 habitantes.
Possui uma área de 589,71 km².

## Etnias
A população do município é formada por descendentes de italianos, caboclos e indígenas. A região já era habitada por brasileiros caboclos  quando os italianos começaram a chegar, em 1940.

## Histórico
Passos Maia recebeu status de município pela lei estadual nº 8480 de 12 de dezembro de 1991, com território desmembrado de Ponte Serrada.